# SPORTS DISCOVERY from TOKYO SKYTREE TOWN STUDIO
『SPORTS DISCOVERY from TOKYO SKYTREE TOWN(R) STUDIO』（スポーツディスカバリー フロム トウキョウ スカイツリー タウン スタジオ）は、文化放送で2014年4月6日から2017年10月1日まで毎週日曜日に放送されていたラジオ番組。

## 番組概要
文化放送のスポーツ情報番組としては初めて、東京スカイツリータウンスタジオから生放送される。
番組はタイトル通り、スポーツ情報がメインである。スポーツ情報と行楽情報を通じて「東京」「日本」「時代」「人間味」を再発見する内容となる。
また、ランニング レポーターが出演し、東京オリンピックにまつわる場所など、都内各所を自分の足で移動して、東京の過去・現在・未来を伝える。
当該時間帯のワイド番組にて行われてきた中央競馬メインレース実況中継も、本番組内で実施している。
2015年3月29日をもって、初代パーソナリティのSHEILAが降板。翌週4月5日より2代目パーソナリティとして、八木沼純子が就任。
2017年10月1日をもって終了。砂山は後番組『スポスタ☆MIX ZONE』にも引き続き出演する。

## 放送時間
- 日曜日 15:00 - 16:00

## 出演者

### パーソナリティ
- 八木沼純子
- 砂山圭大郎（文化放送アナウンサー）

### ランニング レポーター
以下の2名が週替わりで出演
- 西谷綾子（モデル・タレント、番組内の愛称は「綾RUN」）
- 宇佐美菜穂（タレント、元ANAキャビンアテンダント、番組内の愛称は「菜穂RUN」）

### 過去の出演者
- SHEILA（パーソナリティ、2014年4月 - 2015年3月）